# Justin Skule
Justin Grant Skule (Clifton, 23 novembre 1996) è un giocatore di football americano statunitense che milita nel ruolo di offensive tackle per i Tampa Bay Buccaneers della National Football League (NFL).

## Carriera

### San Francisco 49ers
Skule fu scelto nel corso del sesto giro (183º assoluto) del Draft NFL 2019 dai San Francisco 49ers. Debuttò come professionista subentrando nella gara del primo turno contro i Tampa Bay Buccaneers. Due settimane dopo disputò la prima partita come titolare contro i Pittsburgh Steelers. La sua prima stagione regolare si chiuse con 15 presenze, di cui 8 come titolare. Il 2 febbraio 2020 scese in campo nel Super Bowl LIV in cui i 49ers furono sconfitti per 31-20 dai Kansas City Chiefs.

### Tampa Bay Buccaneers
Il 21 settembre 2022 Skule firmò con i Tampa Bay Buccaneers.

## Palmarès
- National Football Conference Championship: 1

San Francisco 49ers: 2019